# 曼合普竞技场
曼合普竞技场（德語：MHPArena）在1993年前稱為「內卡尔體育場」（Neckarstadion），1993年至2008年7月之間稱為「加特立·戴姆勒体育场」（Gottlieb-Daimler-Stadion），以现代汽车发明者之一戈特利布·戴姆勒命名。2008年至2023年6月之間稱為「梅赛德斯-奔驰竞技场」（Mercedes-Benz Arena）。球场位於的内卡河畔。建於1933年，為舉辦2006年世界杯而擴建，完成後平時國內比賽可容納57,000名觀眾（包含座席及立席）或國際比賽的54,500名觀眾（全座席）。葛迪比達馬球場曾進行六場2006年世界杯比賽，包括四場首輪分組賽、一場次輪十六強賽及季軍爭奪戰。
葛迪比達馬球場曾經是74年世界杯及88年歐洲國家盃的比賽球場之一，大戰後德國的首場國際賽（對瑞士）及東西德統一後的首場國際賽（又是對瑞士）也是這裡舉行，同時曾舉行歐洲冠軍球會盃及的決賽。除足球賽外，葛迪比達馬球場也曾是1986年歐洲田徑錦標賽及1993年世界田徑錦標賽的比賽場地，同時亦是由2006-2008年的世界格蘭披治田徑賽（決賽）的比賽場地。

## 外部連結

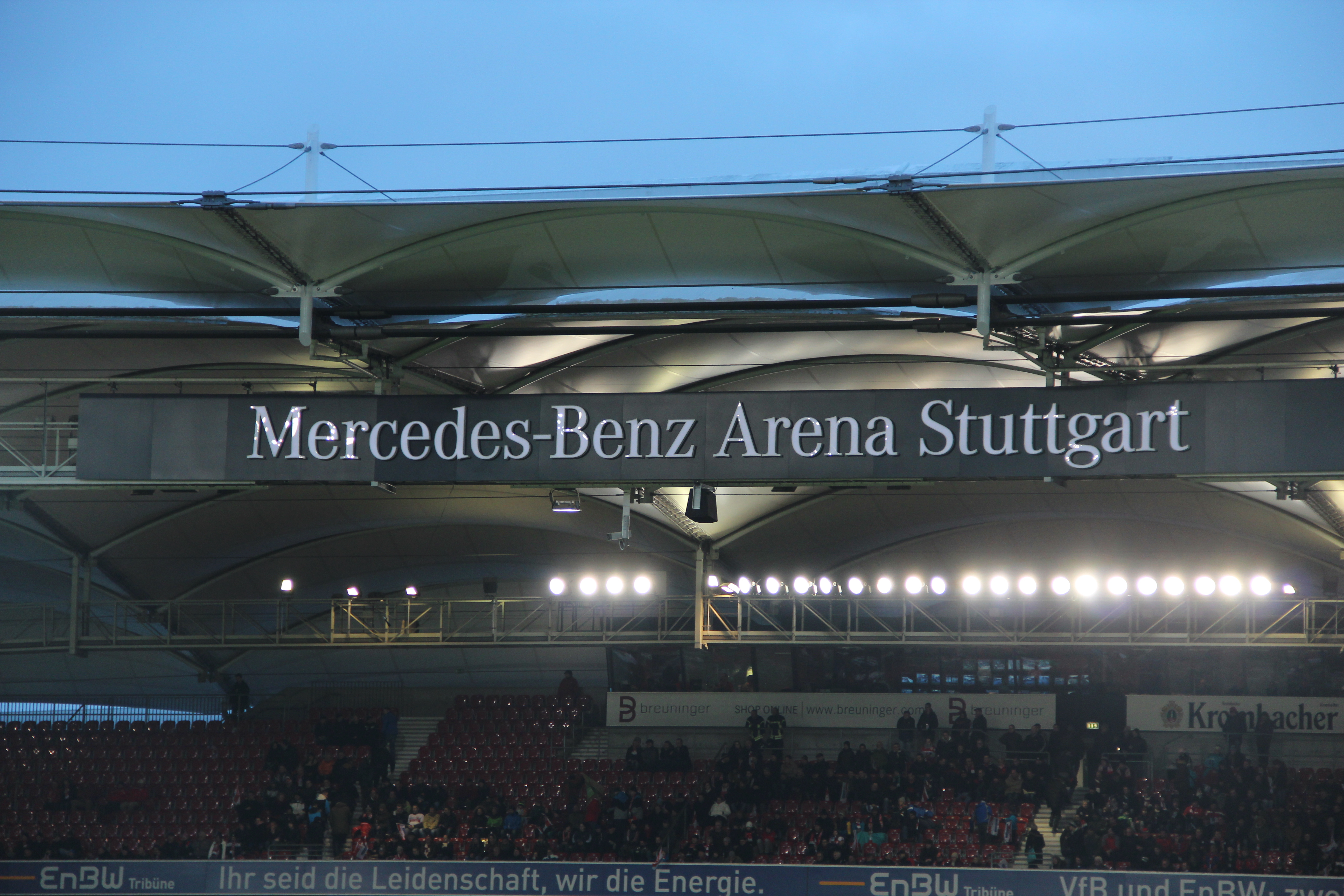
Mercedes-Benz-Arena 2013

- 葛迪比達馬球場資料及圖片
- BBC世界盃球場：斯圖加特 （页面存档备份，存于）